# FilmAffinity
FilmAffinity (del inglés film, película y affinity, afinidad: afinidad cinéfila) es una página web de votación y recomendación de películas y series, además de un agregador de críticas español dedicado al cine.
El sitio está disponible en español e inglés, ofreciendo los títulos específicos de películas y series en cada caso, así como también con versiones nacionales con las carteleras correspondientes a cada país.

## Historia
FilmAffinity fue creado en Madrid en mayo de 2002 por el crítico de cine Pablo Kurt Verdú Schumann y el programador Daniel Nicolás. Desde un principio la página constaba de un sistema recomendador de películas denominado "Almas gemelas", el cual identificaba las personas más afines al usuario en función de las puntuaciones otorgadas a las películas. Tres años después se lanzó la sección de críticas, donde los usuarios podían expresar libremente sus opiniones sobre las películas que puntuaban.

## Características principales
Es un sistema recomendador de cine, con una base de datos en la que se encuentra la ficha completa (técnica y artística) de gran cantidad de películas, documentales, cortometrajes, mediometrajes y series de televisión.
Cada película recibe una puntuación calculada como la media de las puntuaciones recibidas por los usuarios, quienes también pueden publicar sus críticas, las cuales se someten a un proceso de validación en relación con su redacción, ortografía y para evitar destripes o lenguaje inapropiado. Estas últimas pueden ser votadas por los usuarios que las consultan para dar mayor importancia a las que aporten información más relevante sobre las películas.
Cada usuario puede comparar sus votaciones con las del resto y encontrar a las personas con puntuaciones similares en dichas películas. Este tipo de coincidencia es lo que se denomina almas gemelas en la web. La sección de correo permite entablar conversación tanto con las almas gemelas como con los amigos que se tengan agregados en la web.
FilmAffinity permite a los usuarios la creación de listas de películas que reúnan una determinada característica (mejores películas de acción, peores películas que ha visto, etc.). Si una película es incluida en una misma lista por distintos usuarios puede pasar a entrar en el ranking de listas. También permite ver todos los estrenos de cine y videoclubes, tráileres, recaudación en taquilla y varias clasificaciones de las películas mejor valoradas por los usuarios.
Una novedad que se ha adicionado en las fichas técnicas de las películas es el apartado que recomienda películas similares al filme seleccionado. También incluye el enlace a la página en la que se exponen las cincuenta películas que presentan cierta relación genérica, principalmente, a partir de la jerarquía proporcionada por el algoritmo.

## Reconocimientos internacionales
La edición americana de PC Magazine (abril de 2004) incluyó a FilmAffinity entre las Cien mejores webs por descubrir del mundo (100 webs de las que no sabías que se podía vivir sin ellas). En el mismo número la consideraba la mejor web en la categoría de entretenimiento.

## Top FilmAffinity
Las siguientes son las 25 películas con las mejores calificaciones, según el top de FilmAffinity.
| Ranking | Calificación | Título de película       | Director             | Protagonista        | Año de estreno | País           | Duración |
| ------- | ------------ | ------------------------ | -------------------- | ------------------- | -------------- | -------------- | -------- |
| #1      | 9.0          | El padrino               | Francis Ford Coppola | Marlon Brando       | 1972           | Estados Unidos | 2h 58m   |
| #2      | 8.9          | El padrino: Parte 2      | Francis Ford Coppola | Al Pacino           | 1974           | Estados Unidos | 3h 22m   |
| #3      | 8.7          | 12 Angry Men             | Sidney Lumet         | Henry Fonda         | 1957           | Estados Unidos | 1h 36m   |
| #4      | 8.7          | La lista de Schindler    | Steven Spielberg     | Liam Neeson         | 1993           | Estados Unidos | 3h 17m   |
| #5      | 8.6          | Luces de la ciudad       | Charlie Chaplin      | Charlie Chaplin     | 1931           | Estados Unidos | 1h 27m   |
| #6      | 8.6          | Testigo de cargo         | Billy Wilder         | Tyrone Power        | 1957           | Estados Unidos | 1h 56m   |
| #7      | 8.6          | The Shawshank Redemption | Frank Darabont       | Tim Robbins         | 1994           | Estados Unidos | 2h 22m   |
| #8      | 8.6          | Pulp Fiction             | Quentin Tarantino    | John Travolta       | 1994           | Estados Unidos | 2h 58m   |
| #9      | 8.6          | El gran dictador         | Charles Chaplin      | Charles Chaplin     | 1940           | Estados Unidos | 2h 06m   |
| #10     | 8.6          | Tiempos modernos         | Charles Chaplin      | Charles Chaplin     | 1936           | Estados Unidos | 1h 29m   |
| #11     | 8.5          | El golpe                 | George Roy Hill      | Paul Newman         | 1973           | Estados Unidos | 2h 09m   |
| #12     | 8.5          | Ser o no ser             | Ernst Lubitsch       | Carole Lombard      | 1942           | Estados Unidos | 1h 39m   |
| #13     | 8.5          | Harakiri                 | Masaki Kobayashi     | Tatsuya Nakadai     | 1962           | Japón          | 2h 15m   |
| #14     | 8.5          | La vida es bella         | Roberto Benigni      | Roberto Benigni     | 1997           | Italia         | 2h 02m   |
| #15     | 8.5          | Sunset Boulevard         | Billy Wilder         | William Holden      | 1950           | Estados Unidos | 1h 55m   |
| #16     | 8.5          | All About Eve            | Joseph L. Mankiewicz | Bette Davis         | 1950           | Estados Unidos | 2h 18m   |
| #17     | 8.4          | Los siete samuráis       | Akira Kurosawa       | Toshirō Mifune      | 1954           | Japón          | 3h 27m   |
| #18     | 8.4          | Amanecer                 | F. W. Murnau         | George O'Brien      | 1927           | Estados Unidos | 1h 46m   |
| #19     | 8.4          | Paths of Glory           | Stanley Kubrick      | Kirk Douglas        | 1957           | Estados Unidos | 1h 28m   |
| #20     | 8.4          | Double Indemnity         | Billy Wilder         | Fred MacMurray      | 1944           | Estados Unidos | 1h 50m   |
| #21     | 8.4          | Tengoku to jigoku        | Akira Kurosawa       | Toshirō Mifune      | 1963           | Japón          | 2h 23m   |
| #22     | 8.4          | The Apartment            | Billy Wilder         | Jack Lemmon         | 1960           | Estados Unidos | 1h 56m   |
| #23     | 8.4          | Ciudad de Dios           | Fernando Meirelles   | Alexandre Rodrigues | 2002           | Brasil         | 2h 15m   |
| #24     | 8.4          | The Kid                  | Charles Chaplin      | Charles Chaplin     | 1921           | Estados Unidos | 1h 08m   |
| #25     | 8.4          | La evasión               | Jacques Becker       | Philippe Leroy      | 1960           | Francia        | 2h 12m   |

### En redes sociales
- FilmAffinity en X (antes Twitter)
- FilmAffinity en Instagram

- Datos: Q2638147